# 인천신선초등학교
인천신선초등학교는 대한민국 인천광역시 중구에 있는 공립 초등학교이다.

## 학교 연혁
- 2002. 1. 7. 인천신선초등학교 설립인가
- 2002. 3. 1. 초대 허원기 교장 취임
- 2002. 11. 13. 병설유치원 설립 인가 (2학급)
- 2003. 2. 22. 디지털정보자료실 구축
- 2008. 3. 1. 교실 냉ㆍ난방기 공사
- 2009. 6. 26. 생활과학관 개관
- 2010. 6. 28 신선미술관 준공
- 2014. 9. 1 제6대 이건호 교장 취임
- 2015. 9. 1 제7대 김상우 교장 취임
- 2015. 12. 19 인천광역시 흡연예방교육 우수학교 지정
- 2016. 2. 1. 인천광역시 감사결과 모범기관 표창 수상

## 참고 자료
- 인천신선초등학교 - 한국교육학술정보원 학교알리미